# Gilles de Kerchove

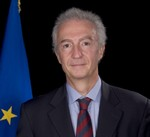
Gilles de Kerchove.

Gilles de Kerchove d'Ousselghem (3 de octubre de 1956, Uccle, Bélgica), es un alto funcionario belga. Director del área de Justicia e Interior (JAI, en sus siglas en francés) en la Secretaría General del Consejo de la Unión Europea de 1995 a 2007, ha sido nombrado coordinador de la lucha contra el terrorismo en la Unión Europea, sucediendo en el cargo a Gijs de Vries.

## Biografía
Licenciado en derecho por la Universidad Católica de Lovaina en 1979, posteriormente, en 1984, obtuvo un máster en derecho por la Yale Law School.
En 1985 comenzó a trabajar en la Comisión Europea, desempeñando el cargo de administrador en la Dirección General IV, encargado de la competencia. De 1986 a 1995 trabajó para el gobierno belga, siendo jefe de gabinete del vice primer ministro así como de distintos ministerios.
Fue director de la Dirección General de Justicia e Interior (JAI) de la Secretaría General del Consejo de la Unión Europea de 1995 a 2007, ejerciendo un papel central en las negociaciones de Eurojust o de la orden de detención europea. Desde 2007 es coordinador de la lucha contra el terrorismo en la Unión Europea. Ha sido también secretario adjunto de la Convención que elaboró la Carta de Derechos Fundamentales de la Unión Europea entre 1999 y 2000.
Además de sus actividades en la Administración, es así mismo ponente en conferencias sobre Derecho en varias universidades de Bélgica, especialmente en Louvain-la-Neuve (UCL)] y Bruselas (Facultés Universitaires Saint-Louis y ULB).